# 5 settembre
Il 5 settembre è il 248º giorno del calendario gregoriano (il 249º negli anni bisestili). Mancano 117 giorni alla fine dell'anno.

## Eventi
- 1395 – Gian Galeazzo Visconti è investito della carica di duca dal re dei Romani, Venceslao: nasce il Ducato di Milano, che esisterà fino al 1797
- 1661 – Luigi XIV, nel giorno del suo 23º compleanno, fa arrestare il sovrintendente alle finanza Nicolas Fouquet da D'Artagnan
- 1666 –  Viene domato il Grande incendio di Londra: un grosso incendio era divampato nella capitale inglese per tre giorni, bruciando circa 10000 edifici, fra cui la Cattedrale di St. Paul, ma causando solo 16 vittime
- 1669 – Dopo 22 anni di assedio i turchi prendono Candia: il Capitano generale da Mar veneziano Francesco Morosini firma la resa con l'onore delle armi
- 1698 – In un tentativo di allontanare il suo popolo dalle tradizioni asiatiche, lo zar Pietro I di Russia impone una tassa sulle barbe: tutti gli uomini, eccetto sacerdoti e contadini, devono pagare una tassa di 100 rubli l'anno per portare la barba
- 1774 – Il primo Congresso continentale si riunisce a Filadelfia
- 1793 – In Francia, la Convenzione nazionale vota per implementare le misure del "Terrore" e rinforzare i principi della Rivoluzione francese; il seguente Regime del Terrore durerà fino alla primavera del 1794 e provocherà tra le 35000 e le 40000 vittime
- 1800 – La guarnigione francese si arrende alla flotta inglese; Malta, benché ancora feudo del Regno siciliano, diviene così un protettorato inglese nonostante le rimostranze dei Borbone
- 1836 – Sam Houston viene eletto come primo presidente della Repubblica del Texas
- 1839 – In Cina scoppia la prima guerra dell'oppio.
- 1840 – Al Teatro alla Scala di Milano si tiene la prima rappresentazione dell'opera Un giorno di regno di Giuseppe Verdi
- 1860 – Si conclude la prima conferenza mondiale di chimica, il Congresso di Karlsruhe
- 1862 – Guerra di secessione americana: nella prima invasione del Nord da parte dei Stati Confederati d'America, il generale Robert E. Lee guida 55000 uomini dell'Esercito della Virginia del Nord attraverso il fiume Potomac, a White's Ford, nei pressi di Leesburg (Virginia) ed entra nel Maryland
- 1877 – Guerre indiane: il capo dei Sioux Oglala, Cavallo Pazzo, viene ucciso a baionettate da un soldato americano, dopo aver opposto resistenza al confinamento a Fort Robinson nel Nebraska
- 1905 – Guerra russo-giapponese: viene firmato il Trattato di Portsmouth (New Hampshire), con la mediazione del presidente statunitense Theodore Roosevelt, dal Giappone e dalla Russia; nell'accordo, la Russia cede l'isola di Sakhalin e i diritti portuali e ferroviari sulla Manciuria al Giappone
- 1914 – Prima guerra mondiale, comincia la prima battaglia della Marna: a nord-est di Parigi, la 6ª Armata francese del generale Michel Joseph Maunoury attacca le forze tedesche che stanno avanzando sulla capitale; oltre due milioni di soldati prenderanno parte alla battaglia e circa 100000 verranno uccisi o feriti, sancendo una significativa vittoria degli Alleati
- 1915 – Inizia la Conferenza di Zimmerwald in Svizzera
- 1923 – Il governo Mussolini stanzia 500 milioni di lire per la ricostruzione di Messina e Reggio Calabria, semidistrutte dal Terremoto del dicembre 1908
- 1937 – Guerra civile spagnola: caduta di Llanes
- 1938
  - Il re Vittorio Emanuele III appone la firma sul "Regio decreto n. 1390 - Provvedimenti per la difesa della razza nella scuola fascista": si tratta del primo atto normativo del governo Mussolini contro gli ebrei
  - Sessanta giovani membri del Movimento Nazional Socialista del Cile vengono fucilati nella torre del Seguro Obrero, a Santiago del Cile, a seguito di un fallito tentativo di colpo di Stato
- 1939 – Seconda guerra mondiale: gli Stati Uniti d'America si dichiarano neutrali
- 1942 – Seconda guerra mondiale: si conclude la battaglia di Alam Halfa (seconda battaglia di El Alamein secondo la storiografia italiana)
- 1943 – Seconda guerra mondiale: Il 503º Reggimento Paracadutisti degli USA, guidato dal generale Douglas MacArthur, occupa Nazdab, a est della città portuale di Lae, nel nord-est della Papua Nuova Guinea
- 1944 – L'Unione Sovietica dichiara guerra alla Bulgaria
- 1945 – Iva Toguri D'Aquino, una nippo-americana sospettata di essere Tokyo Rose, la propagandista radiofonica del tempo di guerra, viene arrestata a Yokohama; sconterà sei anni in prigione prima di essere perdonata dal presidente statunitense Gerald R. Ford nel 1977
- 1946 – A Parigi viene firmato l'Accordo De Gasperi-Gruber
- 1948 – Robert Schuman diventa primo ministro di Francia
- 1969 – Massacro di My Lai: il tenente William Calley viene imputato con sei accuse di assassinio premeditato, per la morte di 109 civili vietnamiti a My Lai
- 1970 – Guerra del Vietnam, inizio dell'Operazione Jefferson Glenn: la 101ª Divisione Aviotrasportata Statunitense e la 1ª Divisione di Fanteria Sudvietnamita partono per la nuova operazione nella provincia di Thua Thien; l'operazione si concluderà nell'ottobre 1971
- 1972 – Monaco di Baviera, Germania Ovest: un commando di terroristi palestinesi irrompe nel villaggio olimpico, uccidendo due componenti della squadra olimpica israeliana e prendendone in ostaggio altri nove, e il tentativo di liberazione da parte delle forze dell'ordine finisce in un bagno di sangue; l'episodio diventa tristemente noto come Massacro di Monaco
- 1975 – A Sacramento (California), Lynette "Squeaky" Fromme, una seguace di Charles Manson, tenta di assassinare il presidente statunitense Gerald Ford, ma viene bloccata da un agente del servizio segreto
- 1977 – Programma Voyager: la sonda Voyager 1 viene lanciata dopo un breve ritardo
- 1978 – Accordi di Camp David: Menachem Begin e Anwar al-Sadat incominciano il processo di pace a Camp David, nel Maryland
- 1980 – La galleria stradale del San Gottardo viene aperta in Svizzera come il più lungo traforo autostradale del mondo, con una lunghezza di 16,918 km, da Göschenen ad Airolo
- 1981 – In Italia viene abolito il matrimonio riparatore, che annullava gli effetti penali di uno stupro qualora la vittima avesse acconsentito a sposare il suo assalitore
- 1982 – A Goodwood in Inghilterra Giuseppe Saronni vince il Campionato del mondo di ciclismo su strada davanti a Greg LeMond
- 1984 – STS-41-D: lo Space Shuttle Discovery atterra dopo il suo volo inaugurale
- 1986 – Il Volo Pan Am 73, con 358 persone a bordo, viene dirottato all'Aeroporto Internazionale di Karachi
- 2000 – Tuvalu diventa membro delle Nazioni Unite
- 2001 – Il procuratore generale del Perù apre una pratica per un'accusa di omicidio nei confronti dell'ex-presidente Alberto Fujimori
- 2002 – Un'auto-bomba uccide 30 persone a Kabul, Afghanistan, apparentemente in un tentativo di assassinare il presidente afgano Hamid Karzai
- 2007
  - Programma Voyager: le sonde Voyager 1 e 2 compiono 30 anni di ininterrotta attività
  - Siria: l'aviazione militare israeliana, con un'operazione segreta, bombarda e distrugge un reattore nucleare costruito segretamente dal regime di Bashar al-Assad; l'episodio verrà reso pubblico solo nel 2018[1]

## Nati
Ci sono circa 1 070 voci su persone nate il 5 settembre; vedi la pagina Nati il 5 settembre per un elenco descrittivo o la categoria Nati il 5 settembre per un indice alfabetico.

## Morti
Ci sono circa 470 voci su persone morte il 5 settembre; vedi la pagina Morti il 5 settembre per un elenco descrittivo o la categoria Morti il 5 settembre per un indice alfabetico.

## Feste e ricorrenze

### Civili
- Giornata Internazionale della Carità[2]
- Giornata mondiale d'azione per l'Amazzonia[3]

### Religiose
Cristianesimo:
- Santa Teresa di Calcutta (Anjezë Gonxhe Bojaxhiu), vergine, fondatrice delle Missionarie della carità
- Santi Aconzio, Nonno, Ercolano e Taurino, martiri
- Sant'Alberto di Butrio, abate
- Sant'Aniano di Besançon, vescovo
- San Bertino di Sithiu, abate
- San Gleb, martire russo
- Santi Pietro Nguyen Van Tu e Giuseppe Hoàng Luong Canh, martiri
- San Quinto di Capua, martire
- Santi Urbano, Teodoro, Menedemo e compagni, martiri
- Beato Anselmo di Anchin, abate
- Beato Fiorenzo Dumontet de Cardaillac, martire
- Beato Gentile da Matelica
- Beato Giovanni il Buono da Siponto, abate
- Beato Guglielmo Browne, martire
- Beata Maria Maddalena Starace (o della Passione), fondatrice delle Suore compassioniste serve di Maria.

Religione romana antica e moderna:
- None
- Mammes vindemia
- Giove Statore